# Ahmet Hamdi Tanpınar
Ahmet Hamdi Tanpınar (ur. 23 czerwca 1901 w Stambule, zm. 24 stycznia 1962) – turecki pisarz.
W 1923 ukończył studia na wydziale literatury Uniwersytetu Stambulskiego. Pracował następnie w różnych szkołach jako nauczyciel, w 1939 został profesorem na macierzystej uczelni. W latach 1942–1946 zasiadał w Wielkim Zgromadzeniu Narodowym Turcji (tureckim parlamencie). W jego dorobku znajdują się eseje, powieści, utwory poetyckie, w których łączył literacki dorobek rodzimej kultury z wpływami zachodnimi. Na język polski przetłumaczono jego powieści: Instytut regulacji zegarów (oryg.Saatleri Ayarlama Enstitüsü) z 1962 r. i Spokojny umysł (oryg. Huzur) z 1949. Głównym bohaterem Instytutu regulacji zegarów jest pracownik tytułowej instytucji, a jego życiowe losy splatają się z przemianami obyczajowymi zachodzącymi w Turcji w XX wieku.